# Campionato mondiale giovanile di beach handball 2017
IlCampionato mondiale giovanile di beach handball 2017 si sono svolti a Flic-en-Flac, alle Mauritius, dall'11 al 16 luglio.

## Risultati
| Evento           | Oro      | Argento     | Bronzo    |
| Torneo maschile  | Spagna   | Italia      | Argentina |
| Torneo femminile | Ungheria | Paesi Bassi | Argentina |

## Medagliere
| Posiz. | Nazione     | Oro | Argento | Bronzo | Totale |
| ------ | ----------- | --- | ------- | ------ | ------ |
| 1      | Ungheria    | 1   | 0       | 1      | 1      |
| 1      | Spagna      | 1   | 0       | 0      | 1      |
| 3      | Italia      | 0   | 1       | 0      | 1      |
| 3      | Paesi Bassi | 0   | 1       | 0      | 1      |
| 5      | Argentina   | 0   | 0       | 2      | 2      |
| Totale | Totale      | 2   | 2       | 2      | 6      |